# علي بن سعد الخرجي
علي بن سعد علي الخرجي سياسي ودبلوماسي قطري، والسفير الحالي لدولة قطر في جمهورية مالطا ولد في الدوحة بتاريخ 17-07-1950م، التحق بالعمل في وزارة الخارجية بعد أن أنهى دراسته العليا في الولايات المتحدة الامريكية عام 1976م، اكتسب خبرات دبلوماسية كثيرة من خلال عمله لفترات طويلة في العديد من البعثات الدبلوماسية، فحصل على عدة ترقيات حتى تحصّل على درجة سفير وأصبح سفيراً لكل من كوبا ومالطا، شارك الخرجي في العديد من المحافل الدولية والإقليمية ممثلاً لدولة قطر.

## المؤهلات العلمية
بكالوريوس علوم سياسية، جامعة ميتشجن، الولايات المتحدة الأمريكية للعام 1976م.

### اللغات
اللغـة العـربيـة (اللغة الأم)، الإنجليـزيـة (لغة ثانية)

## الخبرات العملية
- عمل بسفارة دولة قطر في لندن خلال الفترة إعتباراً من 30/05/1978م ولغاية 17/09/1986م
- عمل بسفارة دولة قطر في مدريد خلال الفترة اعتباراً من 18/9/1986م ولغاية 11/11/1989م
- عمل بسفارة دولة قطر في واشنطن خلال الفترة اعتباراً من 4/10/1990م ولغاية 28/08/1995م
- عمل بسفارة دولة قطر في مدريد خلال الفترة اعتباراً من 29/08/1995م ولغاية 30/06/1999م.
- عين سفيراً لدولة قطر في جمهورية كوبا إعتباراً من 1/10/2001م ولغاية 2013م.[3]
- عين سفيراً لدولة قطر في جمهورية مالطا إعتباراً من 01/01/2014م ولا يزال.[4]